# روابط اسرائیل و ونزوئلا

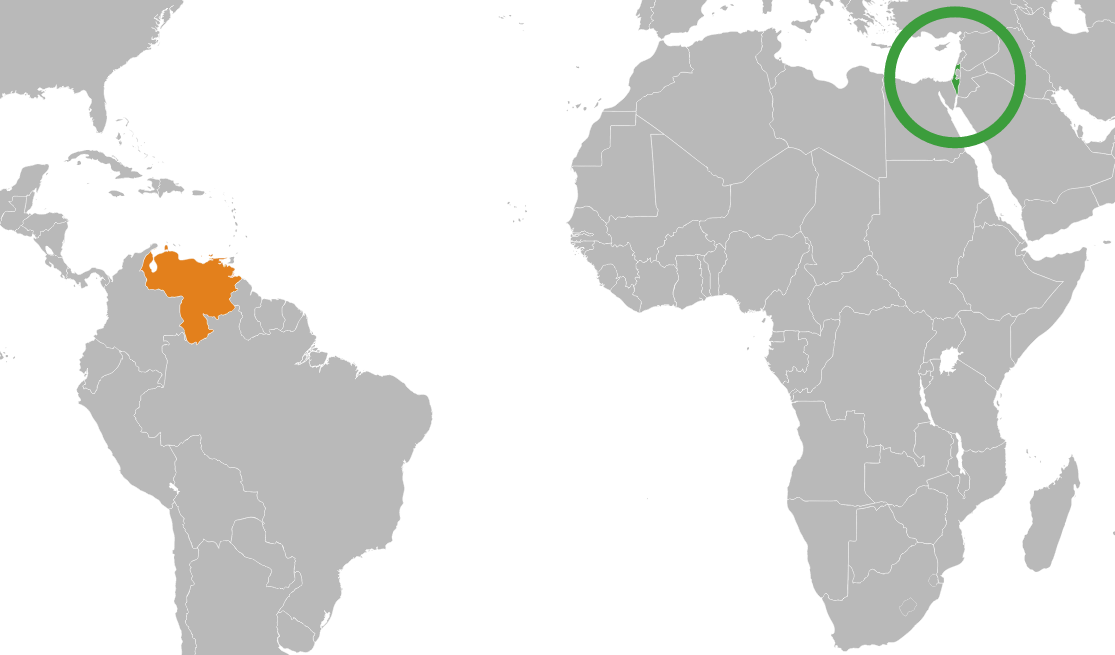
موقعیت جغرافیایی ونزوئلا (نارنجی) و اسرائیل (دایره سبز) روی نقشه جهانی

روابط اسرائیل و ونزوئلا دارای پیشینه‌ای به قدمت شکل‌گیری اسرائیل می‌باشد. در ۲۷ نوامبر ۱۹۴۷، نماینده این کشور در سازمان ملل متحد رای به عضویت اسرائیل در سازمان ملل داد و به این ترتیب روابط دیپلماتیک دو کشور آغاز شد. همچنین در جریان جنگ شش روزه گروهی از یهودیان ونزوئلا به جهت حضور در جنگ، به ارتش اسرائیل پیوستند. اما پس از کودتای ونزوئلا ۲۰۰۲ که به منظور سرنگونی هوگو چاوز انجام شده بود و نشانه‌هایی که از دست داشتن موساد در هدایت کودتا بدست آمد، روابط دو کشور به تیرگی انجامید.

## پیشینه

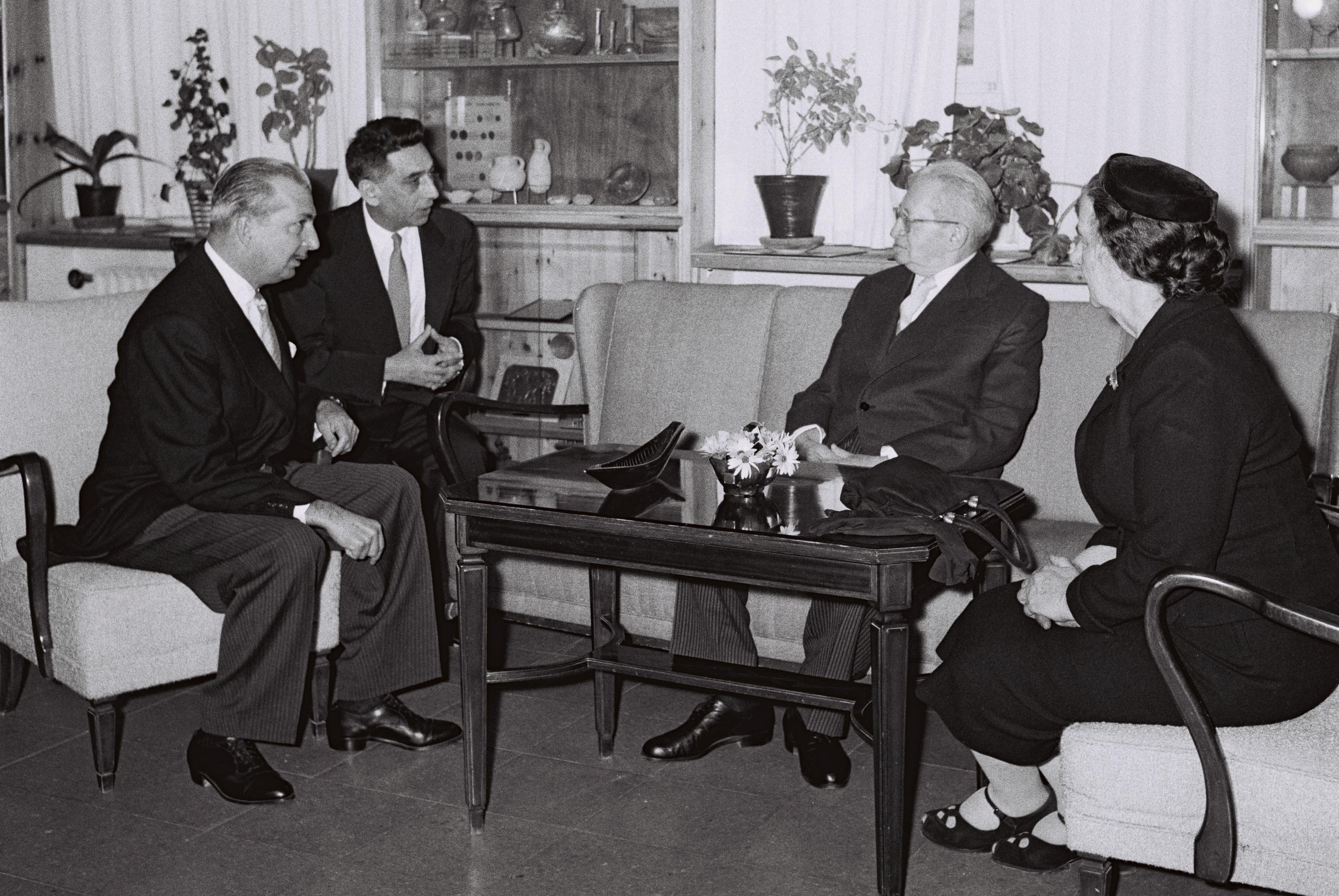
ویسنته گرباسی سفیر ونزوئلا پس از تقدیم استوارنامه خود به رئیس جمهور اسرائیل، اسحاق بن زوی، به همراه گلدا مئیر، فوریه ۱۹۶۰

یکی از عوامل کاهش روابط بین اسرائیل و ونزوئلا را می توان در ایجاد شدن رابطه دوستانه بین دولت هوگو چاوز و جهان عرب و ایران دانست. وجود ایالات متحده آمریکا به عنوان دشمن مشترک تعریف شده در دولتهای کنونی ایران و ونزوئلا (هرچند بر اساس معیارهای مختلف) یکی از عوامل نزدیکی دو کشور و در نتیجه کمرنگ شدن رابطه با اسرائیل به عنوان یک متحد قدیمی آمریکا شده است.
در سال ۲۰۰۶ و در هنگام بروز جنگ اسرائیل و لبنان (۲۰۰۶)، ونزوئلا کاردار خود را به نشانه اعتراض به تهاجم اسرائیل فراخواند. در مقابل، اسرائیل نیز نماینده خود را از کاراکاس فراخواند.
دولت ونزوئلا به نشانه اعتراض به جنگ غزه ۲۰۰۸ - ۲۰۰۹، در همان زمان تمام روابط سیاسی و اقتصادی خود را یکجانبه قطع کرد.